# 1955 en France
Chronologie de la France
- 1951
- 1952
- 1953
- 1954
- 1955
- 1956
- 1957
- 1958
- 1959

Cet article présente les faits marquants de l'année 1955 en France.

## Événements

### Janvier
- 1er janvier : création en Sarre de la station de radio Europe 1[1].
- 3 janvier : décret de déclassement du canal de Berry , malgré l'opposition des industriels, des collectivités locales et des mariniers[2].

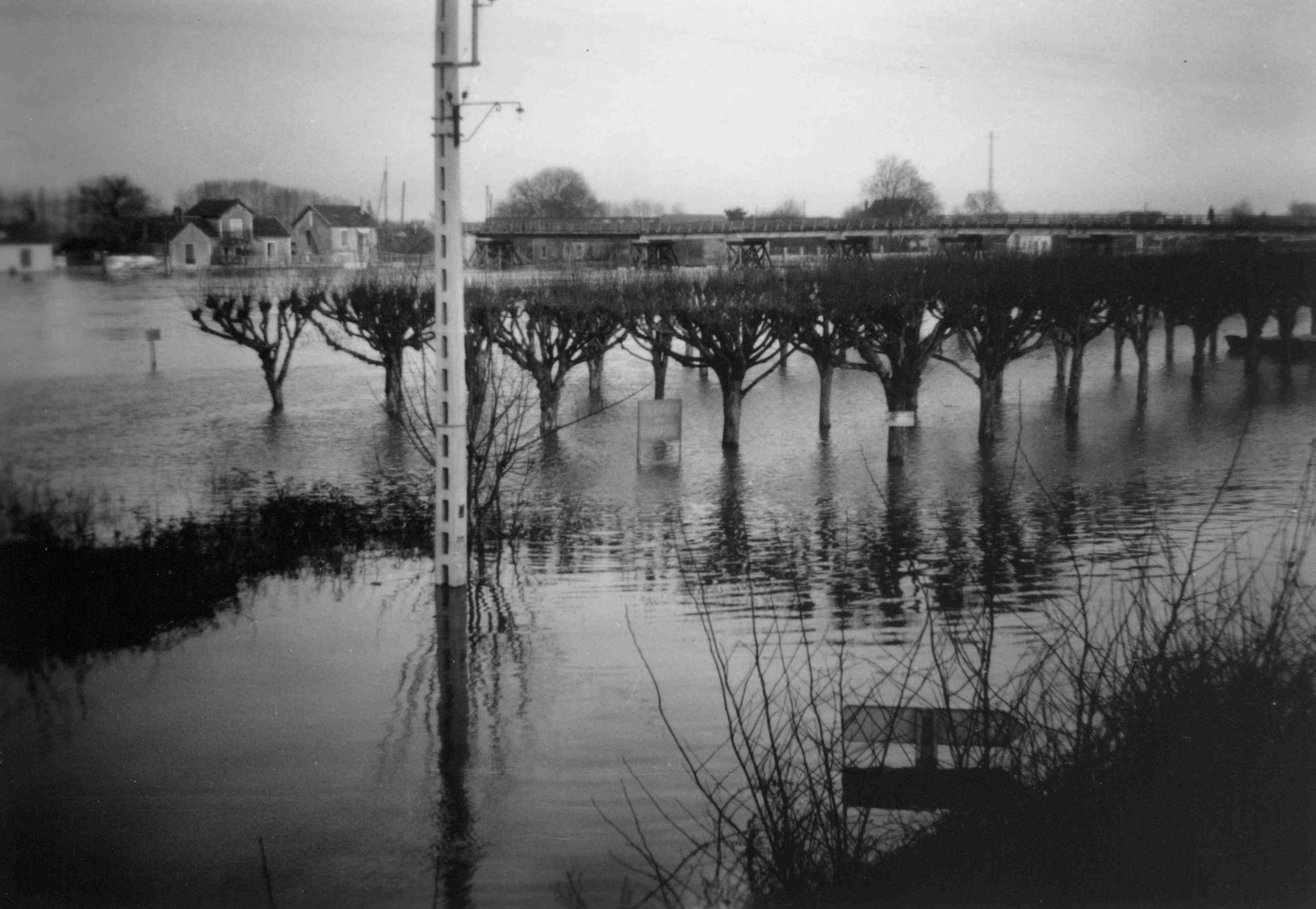
Les inondations à Cannes-Écluse (Seine-et-Marne).

- 11-17 janvier : crue de la Marne et de ses affluents[3].
- 18-21 janvier, guerre d’Algérie : 5 000 soldats français sont engagés dans le cadre de l’opération Véronique dans les Aurès[4].
- 19 janvier : première mise en vente du jeu de Scrabble en version française[5].
- 20 janvier : remaniement ministériel ; Pierre Mendès France nomme Robert Buron aux Finances, Edgar Faure passant aux Affaires étrangères. Mendès France préside un Comité interministériel des affaires économiques. Le patronat redoute qu’il pratique le dirigisme des investissements[6],[7].
- 25 janvier : Pierre Mendès France nomme gouverneur général d’Algérie un gaulliste libéral, Jacques Soustelle ; il arrive à Alger le 15 février[4].
- 29 janvier : sortie du film Les Diaboliques d'Henri-Georges Clouzot[réf. souhaitée].

### Février
- 2 février : lancement du 2.55 de Chanel, un sac à main matelassé qui devient un classique, un an après le retour aux affaires de Coco Chanel[8].
- 5 février : chute du gouvernement Pierre Mendès France à la suite d’un débat sur la politique algérienne (2 février). L’attaque est menée par le député radical de Constantine, René Mayer, mais le MRP et les communistes se joignent à la droite pour refuser la confiance par 319 voix contre 273[7].
- 21 février : début de la grève des chantiers de Penhoët à Saint-Nazaire[9] (fin en août).
- 23 février :  début du second gouvernement Edgar Faure qui est investi par 369 voix contre 210[10].
- 83 000 soldats français sont engagés dans le conflit algérien[11].

### Mars
- 28 mars et 29 mars : au cours d'essais sur la ligne des Landes, les locomotives électriques CC 7107 d'Alsthom et BB 9004 de Jeumont-Schneider, remorquant chacune trois voitures, battent le record du monde de vitesse sur rail respectivement à 321 et 331 km/h[12].
- 30-31 mars : l’Assemblée nationale vote la loi n° 55-385 du 3 avril 1955 sur l’état d’urgence. Le 3 avril, le président du Conseil Edgar Faure déclare l’État d’urgence pour six mois sur une partie de l’Algérie[4], dans les Aurès et en Grande Kabylie[13].

### Avril
- 3 avril : promulgation de la loi n° 55-385 du 3 avril 1955 relative à l'état d'urgence. Elle autorise le gouvernement à prendre des mesures exceptionnelles sur tout ou partie du territoire pour garantir l'ordre public et le maintien des institutions de l’État en cas de menace grave et imminente[14].
- 16 avril: création du CROUS .
- 17 et 24 avril : élections cantonales[15].
- 30 avril : décrets-lois réformant la fiscalité indirecte (fixation du montant de la patente par une commission nationale permanente du tarif) et de la publicité foncière (création du fichier immobilier)[16].  L'impôt sur les sociétés passe de 36 à 38 %[17].

### Mai
- 19 mai : rappel des réservistes disponibles et envoie de nouveaux renforts militaires en Algérie[18]. 100 000 hommes sont déployés en Algérie[13].
- 20 mai : protocole d'accord entre le CEA, le ministère des Finances et celui des Armées pour la mise au point d'armes nucléaires françaises[19].
- 26 mai : codification des textes sur le domaine de l’État. Promulgation du décret n° 55-733[20] relatif au contrôle économique et financier de l’État avec la création du contrôle général économique, financier et industriel (CGEFI), chargé de l'évaluation et de l'information sur la situation économique des entreprises publiques[21].
- 27 mai :
  - adoption par le Parlement du IIe plan présenté par Étienne Hirsch[22].
  - premier vol de l'avion Caravelle à Toulouse[23].

### Juin
- 1er juin : rapport de Jacques Soustelle au gouvernement Edgar-Faure sur la situation en Algérie. Il préconise la création d'un Fonds d'investissement pour le développement économique et social, une réforme agraire, l'irrigation et la restauration des sols, la création de « secteurs d'amélioration rurale », la formation professionnelle et technique des indigènes, le développement des industries de transformation sur le littoral et de l’extraction du pétrole[24].

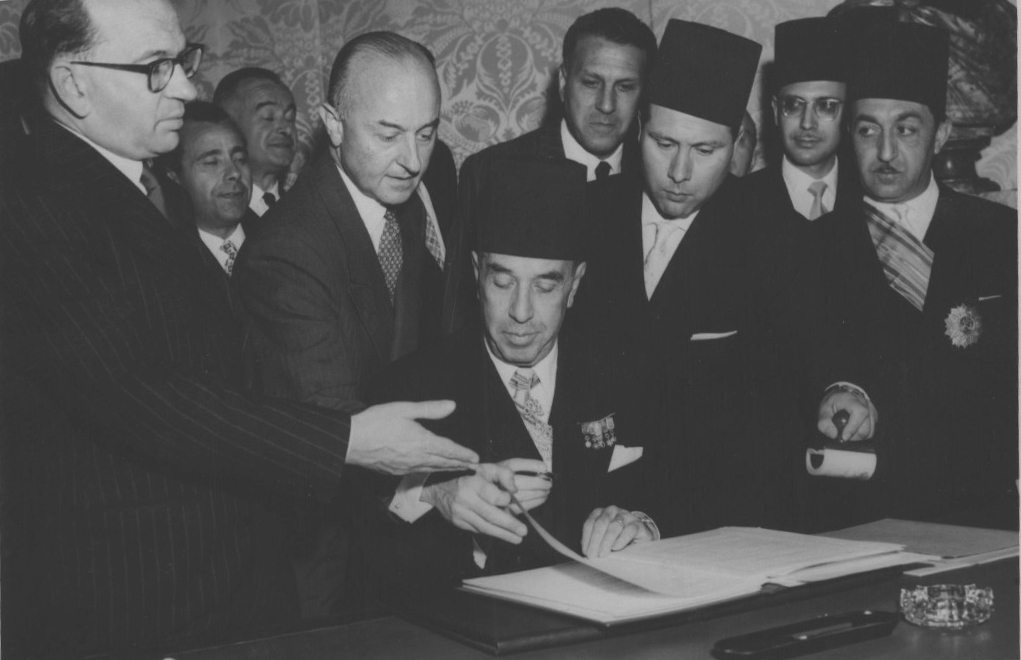
Signature des conventions de l'Autonomie Interne entre la Tunisie et la France.

- 3 juin : autonomie interne de la Tunisie[25].
- 11 juin : accident aux 24 heures du Mans, la Mercedes 300 SLR du français Pierre Levegh est projetée dans la foule et tue 82 personnes ; c'est le plus important accident automobile de l'histoire. Mercedes-Benz se retire de la compétition automobile[26].
- 18 juin : élections sénatoriales[27].
- 21 juin et 1er août : affrontements violents entre CRS et ouvriers lors des grève des chantiers de Penhoët ; les bâtiments patronaux sont pris d’assaut par les soudeurs (21 juin) ; les négociations entamées après la journée du 1er août débouchent le 16 août sur la fin de la grève après que les ouvriers aient obtenu une augmentation de 22 % des salaires[28].
- 30 juin : 
  - décret sur la création du Fonds de développement économique et social (FDES), chargé de la programmation et de l’orientation de l’ensemble des investissements d’État vers les régions[29]. Ce fonds est destiné à assurer le financement de la politique d’action régionale de l’État et de décentralisation industrielle, à faciliter l’exécution du plan de modernisation par la mise en œuvre de programmes d’actions régionales. Ses actions ont des effets directs pour les entreprises (amélioration de la productivité, reprise d’activité…) et des effets externes (développement d’une région, d’un secteur d’activité...). Les aides accordées par le FDES prennent différentes formes : les prêts directs du Trésor public, consentis à des conditions plus favorables que celles du marché ; les subventions (primes spécifiques attribuées dans le cadre de la politique de l’emploi, de l’aménagement du territoire, et de la stimulation de la recherche et développement), les avantages, exonérations et réductions fiscales[30].
  - décret relatif aux sociétés de développement régional (SDR). Elles ont pour mission de contribuer à la création et au renforcement financier des petites entreprises régionales, par deux voies : la mise en place de prêts à moyen et long terme et les subventions de l’État[31].
  - création de 21 régions économiques de programme[32].

### Juillet
- 28 juillet : congrès constitutif à Tours de l'Union mondiale pour l'interlingua[33].
- 29 juillet : l'Assemblée nationale reconduit l'état d'urgence en Algérie[34].
- 30 juillet : troisième victoire de Louison Bobet dans le Tour de France cycliste[35].

### Août

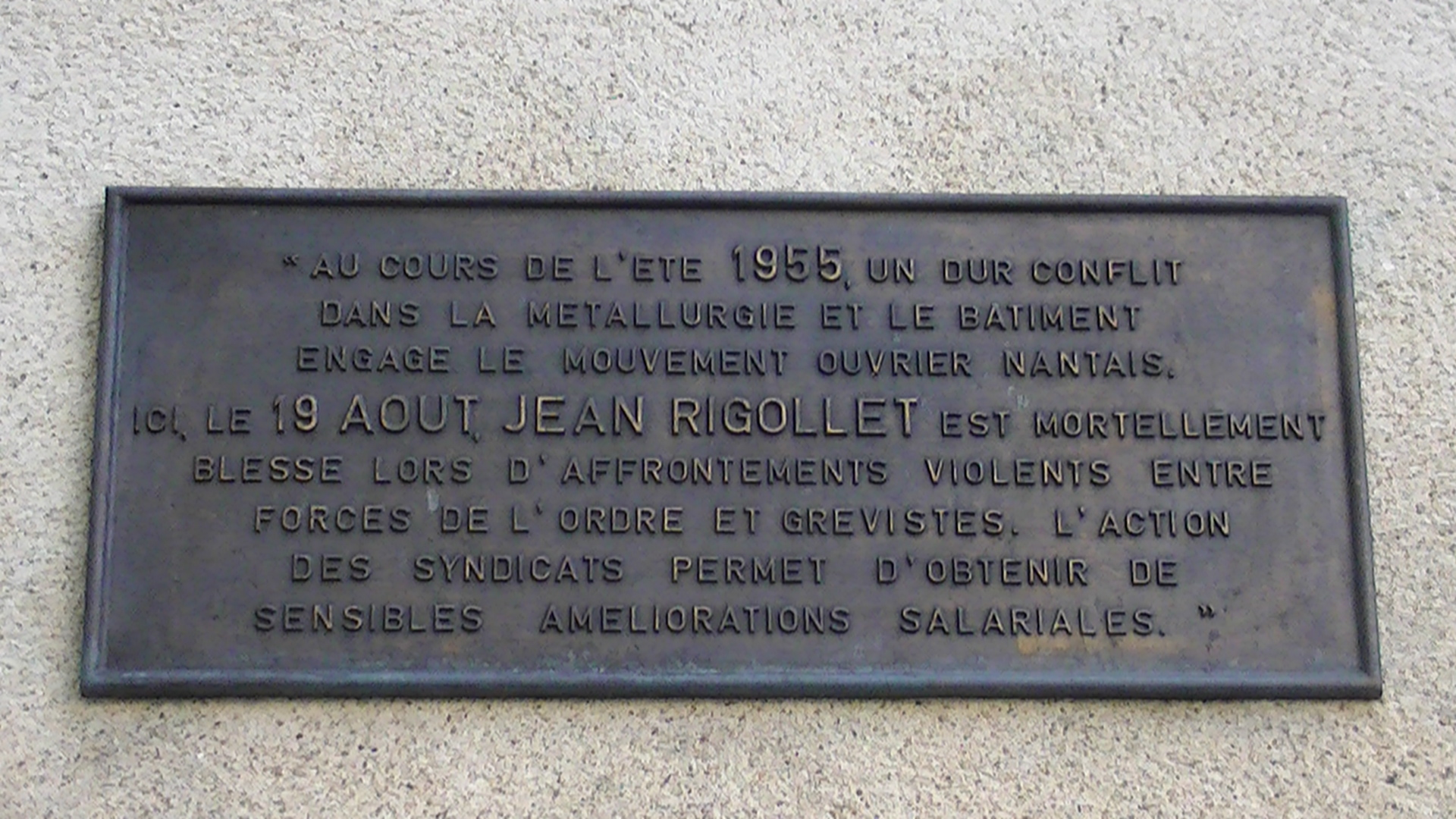
Plaque commémorant la mort de Jean Rigollet le 19 août 1955, à Nantes.

- 17 août : le conflit dans les constructions navales reprend à Nantes ou les bureaux de la Chambre patronale sont saccagés lors de négociations salariales ; le lendemain 18 août des heurts violents font de nombreux blessés parmi les CRS ; un ouvrier du bâtiment, Jean Rigollet est tué d’une balle dans la nuque par les forces de l’ordre le 19 août[28],[36].

- 20 août :
  - vague d’attentats et de massacres dans le Constantinois[4].
  - début de la commercialisation des meubles en plastique stratifié « Formica »[37].
- 24 août : rappel des réservistes pour l’Algérie[4]. Les forces de sécurité (armée, police, gendarmerie) passent de 60 000 en novembre 1954 à 100 000 en mai 1955 - dont 40 000 dans le Constantinois - et à 120 000 en septembre 1955[38].
- 28 août : découverte du corps de Janet Marshall, une jeune institutrice britannique à la Chaussée-Tirancourt ; début de l'affaire Robert Avril, du nom du meurtrier identifié grâce à un portrait-robot[39].

### Septembre
- 11 septembre : première manifestation des rappelés à Paris ; à la gare de Lyon, des soldats de l'Armée de l'air empêchent les trains de partir en actionnant les signaux d'alarmes. Ils sont reconduits à la caserne et envoyés par avion en Algérie le 12 septembre[36].

### Octobre
- Dovima et les Éléphants, une photographie de Richard Avedon publiée par le magazine Harper's Bazaar montre la mannequin Dovima qui pose entre deux éléphants au Cirque d'Hiver dans une robe de soirée noire dessinée pour Christian Dior par son assistant Yves Saint-Laurent. Elle est considérée comme la plus célèbre photographie de mode[40].
- 1er octobre : formation du 2e régiment de parachutistes coloniaux[41]. Déploiement des premiers bataillons de parachutistes pour lutter contre les insurgés en Algérie.
- 4 octobre : présentation de la Citroën DS au salon de l'automobile[42] ; capable de rouler sur 3 roues, elle est aérodynamique, dotée d'une suspension hydropneumatique, d'une assistance hydraulique de la direction, de l'embrayage et de la boîte de vitesses. C'est une révolution !
- 13 octobre : Jean Monnet crée le Comité d’action pour les États-Unis d’Europe[43].
- 23 octobre : la Sarre se prononce par référendum pour le rattachement à la RFA[44].

### Novembre
- 6 novembre : accords de La Celle-Saint-Cloud mettant fin au protectorat français du Maroc. À la suite de la démission de Mohammed ben Arafa, Sidi Mohammed ben Youssef est reconnu comme sultan du Maroc. Le principe de « l’indépendance » dans l’interdépendance est reconnu[4].
- 29 novembre : le gouvernement Edgar Faure est renversé à la majorité absolue[18].

### Décembre
- 2 décembre : Edgar Faure dissout l'Assemblée nationale en application de l'article 51 de la Constitution (deux gouvernements renversés à la majorité absolue en moins de 18 mois)[45].
- 6 décembre : sortie du nouveau billet le 1 000 francs Richelieu[46].
- 8 décembre : formation du Front républicain  par Guy Mollet, Pierre Mendès France, François Mitterrand et Jacques Chaban-Delmas[47].
- Parution de l'ouvrage Tristes Tropiques de l'ethnographe Claude Lévi-Strauss[5].

## Naissances en 1955
- 21 juin : Jean-Pierre Mader, chanteur français.
- 7 novembre : Jacques Martial, acteur français et frère de Jean-Michel Martial, lui aussi acteur (décédé le 17 octobre 2019).
- 28 décembre : Jean-Pierre Guéno

## Décès en 1955
- 11 juin : Jacques Lemaigre Dubreuil